# Rita Jeptoo
Rita Jeptoo Sitienei (15 februari 1981) is een Keniaanse langeafstandsloper die zich heeft gespecialiseerd in de halve marathon en de marathon. Ze schreef verschillende grote internationale marathons op haar naam.

## Loopbaan
Jeptoo finishte als zevende op de marathon bij de wereldkampioenschappen in 2005 en won een bronzen medaille bij het WK op de weg in Debrecen in 2006, dezelfde wedstrijd waarin Lornah Kiplagat goud veroverde en een wereldrecord op de 20 km vestigde. Eerder in 2006 had Rita Jeptoo al de Boston Marathon gewonnen in een persoonlijke recordtijd van 2:23.38. Kort na Debrecen behaalde zij in de New York City Marathon een vierde plaats met een tijd van 2:26.59.
In 2007 werd ze onder slechte weersomstandigheden vierde in de Boston Marathon met een tijd van 2:33.08. In 2012 kwam ze bij de Chicago Marathon een fractie te kort voor een overwinning. Ze werd tweede met 2:22.04 slechts één seconde achter de Ethiopische winnares Atsede Baysa. Een jaar later zat het haar wel mee. Ze won de Boston Marathon en de Chicago Marathon. Bij de laatste wedstrijd verbeterde ze haar persoonlijk record tot 2:19.57.
Ze is getrouwd met middellangeafstandsloper Noah Busienei.

## Betrapt op het gebruik van doping
Eind oktober 2014 werd bekendgemaakt, dat een out-of-competition controle aan de vooravond van de Chicago Marathon negatief voor Rita Jeptoo was uitgepakt. Ze was bij die test betrapt op het gebruik van epo. Dit had tot direct gevolg dat de uitreiking van de hoofdprijs aan haar van de World Marathon Majors op basis van haar recente prestaties in de "Major Marathons" was afgelast. Op 30 januari 2015 volgde het oordeel, dat een schorsing van twee jaar inhield vanwege dopinggebruik. Zowel de atlete zelf als de IAAF tekenden vervolgens beroep aan bij het Hof van Arbitrage voor Sport (CAS) in Lausanne. Op 26 oktober 2016 verhoogde het CAS de aanvankelijk opgelegde schorsing van twee naar vier jaar. Als argument hiervoor voerde het CAS 'verzwarende omstandigheden' aan die te maken hadden met de langdurige relatie die Jeptoo bleek te hebben met de arts die haar de epo-injecties had toegediend en het feit, dat er een duidelijk verband bleek te bestaan tussen haar bezoeken aan de betreffende arts en haar wedstrijdprogramma. Ook het feit dat zij die bezoeken had verzwegen voor haar manager en coach, speelden mee in de overweging. De ingangsdatum van de vierjarige schorsingsperiode werd gesteld op 30 oktober 2014 en loopt dus af aan het eind van 2018. Bovendien werden alle resultaten van Rita Jeptoo vanaf 17 april 2014 geschrapt, inclusief haar overwinningen in de Boston Marathon en de Chicago Marathon.

## Persoonlijke records
Baan
| Onderdeel            | Prestatie | Datum        | Plaats            |
| -------------------- | --------- | ------------ | ----------------- |
| 5000 m               | 15.56,90  | 19 mei 2002  | Pergine Valsugana |
| 10.000 m             | 33.23,04  | 17 juni 2005 | Nairobi           |
| polsstokhoogspringen | 2,05 m    | 3 juli 1998  | Nairobi           |

Weg
| Onderdeel      | Prestatie | Datum            | Plaats         |
| -------------- | --------- | ---------------- | -------------- |
| 10 km          | 31.12     | 8 oktober 2006   | Debrecen       |
| 15 km          | 47.31     | 8 oktober 2006   | Debrecen       |
| 20 km          | 1:03.47   | 8 oktober 2006   | Debrecen       |
| halve marathon | 1:06.27   | 15 februari 2013 | Ras Al Khaimah |
| 25 km          | 1:24.19   | 13 oktober 2013  | Chicago        |
| 30 km          | 1:40.52   | 13 oktober 2013  | Chicago        |
| marathon       | 2:19.57   | 13 oktober 2013  | Chicago        |

## Palmares

### 10.000 m
- 2005:  Keniaanse kamp. - 33.23,04

### 5 km
- 1999:  Giro Media Blenio in Dongio - 16.46,3
- 2000:  Memorial Pepe Greco in Scicli - 17.05
- 2001: 4e Scalata al Castello in Arezzo - 16.20
- 2001:  Città di Pordenone - onbekende tijd
- 2001: 5e Corsa Internazionale di San Silvestro Boclassic in Bolzano - 16.37
- 2002: 4e Giro Media Blenio in Dongio - 16.43,4
- 2003:  Giro Media Blenio in Dongio - 16.12,4
- 2004:  Scalata al Castello in Arezzo - 16.06
- 2004:  Wareng Road Race in Eldoret - 16.08
- 2006:  Hydro Active Women's Challenge-London in Londen - 15.27
- 2014:  Corrida de Mulher in Lissabon - 16.22

### 10 km
- 2001:  Carrera Popular del Agua in Madrid - 33.37
- 2001:  Gualtieri - 33.30
- 2002:  Sao Silvestre do Porto - 33.25
- 2002:  San Silvestre dos Olivais - 33.29
- 2003: 5e Provence in Marseille - 34.36
- 2003:  Tutta Dritta in Turijn - 34.03
- 2006:  Jakarta International - 32.46
- 2007:  Great Manchester - 31.50
- 2007:  Jakarta International - 32.19
- 2008:  Great Wales Run in Cardiff - 31.36
- 2012: 4e Beach To Beacon in Cape Elizabeth - 31.57,9
- 2013:  San Silvestre Vallecana in Madrid - 31.59

### 15 km
- 2002: 5e Puy-en-Velay - 50.57
- 2002:  Grande Prémio de Atletismo in Samora Correia - 51.19
- 2004:  Gran Fondo Siete Aguas - 54.20

### 20 km
- 2006:  WK in Debrecen - 1:03.47 (AR)

### halve marathon
- 2000:  halve marathon van Ostia - 1:12.32
- 2000:  halve marathon van Merano - 1:14.46
- 2000:  halve marathon van Gravellona - 1:16.10
- 2001:  halve marathon van Ravenna - 1:14.56
- 2001:  halve marathon van Pistoia - 1:14.25
- 2001: 4e halve marathon van Udine - 1:11.44
- 2003: 4e halve marathon van Praag - 1:11.24
- 2003:  halve marathon van Merano - 1:11.30,5
- 2004:  halve marathon van Merano - 1:13.20,4
- 2004:  halve marathon van Napels - 1:12.47
- 2004:  halve marathon van Rio de Janeiro - 1:14.25
- 2004: 14e WK in New Delhi - 1:13.08
- 2004:  halve marathon van Nairobi - 1:16.24
- 2005:  halve marathon van New Delhi - 1:10.41
- 2006:  halve marathon van Parijs - 1:09.56
- 2007: 5e halve marathon van Ras Al Khaimah - 1:11.18
- 2007:  halve marathon van Lissabon - 1:07.05
- 2008: 5e halve marathon van Abu Dhabi - 1:12.24
- 2008:  halve marathon van Portugal - 1:09.48
- 2011:  halve marathon van Alicante - 1:12.02
- 2011: 4e halve marathon van Rio de Janeiro - 1:12.06
- 2011: 4e halve marathon van Lissabon - 1:10.33
- 2013:  halve marathon van Ras Al Khaimah - 1:06.27
- 2014: 5e halve marathon van Ras al-Khaimah - 1:08.49
- 2014:  halve marathon van San Diego - 1:09.37
- 2014:  halve marathon van Bogota - 1:13.39

### marathon
- 2004:  marathon van Stockholm - 2:35.14
- 2004:  marathon van Milaan - 2:28.11
- 2005:  marathon van Turijn - 2:31.51
- 2005: 7e WK in Helsinki - 2:24.22
- 2006:  marathon van Boston - 2:23.38
- 2006: 4e marathon van New York - 2:26.59
- 2007: 4e marathon van Boston - 2:33.08
- 2007: 7e WK in Osaka - 2:32.03
- 2008:  marathon van Boston - 2:26.34
- 2008: 4e marathon van New York - 2:27.49
- 2011: 5e marathon van Rotterdam - 2:28.09
- 2011: 5e marathon van Frankfurt - 2:25.44
- 2011:  marathon van Eldoret - 2:36.15
- 2012: 6e marathon van Boston - 2:35.53
- 2012:  marathon van Chicago - 2:22.04
- 2013:  marathon van Boston - 2:26.25
- 2013:  marathon van Chicago - 2:19.57
- 2014:  marathon van Boston - 2:18.57
- 2014:  marathon van Chicago - 2:24.35

### overige afstanden
- 2007:  4 Mijl van Groningen - 20.05

### veldlopen
- 2005:  Keniaanse kamp. in Eldoret - 28.35
- 2014:  Keniaanse kamp. in Eldoret - 20.19,5